# Raoul White
Raoul Julian White (Paramaribo, 16 september 1972) is een Nederlands politicus en bestuurder namens GroenLinks. Sinds 6 december 2023 is hij lid van de Tweede Kamer der Staten-Generaal, waar hij deel uitmaakt van de GroenLinks-PvdA-fractie. 
White verhuisde kort na de Surinaamse onafhankelijkheid naar Nederland, waar hij de rest van zijn jeugd opgroeide. Hij was sociaal werker en manager bij een welzijnsorganisatie.
Van 1 juni 2022 tot december 2023 was White stadsdeelbestuurder voor GroenLinks in Amsterdam-Zuidoost. Zijn portefeuille omvatte onder meer Economische zaken, Financiën, Ruimtelijke ordening en Sport. Daarnaast is hij bestuurlijk betrokken bij anti-discriminatiekeurmerk Fyjas en het Meldpunt Discriminatie Regio Amsterdam. Daarnaast is hij jarenlang actief geweest als voetbaltrainer.
Bij de Tweede Kamerverkiezingen 2023 stond White op de 21e plek van de GroenLinks-PvdA-lijst, waardoor hij verkozen werd tot Kamerlid. Hij werd op 6 december dat jaar beëdigd.